# Аборт (у животных)
Аборт у животных — искусственное или самопроизвольное прерывание беременности у животных. Аборты случаются у многих животных по различным причинам. Исходя из причины, все самопроизвольные аборты животных делятся на заразные и незаразные. К примеру у овец аборты могут быть вызваны преследованием собак, сбивающих стадо, или давкой на входе в загон. У коров аборты могут вызываться инфекционными заболеваниями, такими как бруцеллёз. Также к аборту у коров приводит поедание сосновой хвои. У лошадей аборт, сопровождаемый выкидышем либо рассасыванием зародыша может быть следствием синдрома смертности белых жеребят.
Различают аборты полные (при гибели всех зародышей у многоплодных животных) и неполные (когда один или несколько зародышей развиваются и благополучно рождаются). По клиническому признаку аборт может быть: идиопатический (когда причина аборта воздействует на зародыш), симптоматический (когда причина аборта воздействует на организм самки), алиментарный, токсикозный, климатический, травматический, незаразный, инфекционный, инвазионный и медикаментозный.
Искусственные аборты у животных широко практикуются в животноводстве. Они могут быть вызваны как ветеринарными, селекционными либо экономическими причинами. В дикой природе аборт у зебр и лошадей происходит при интенсивной копуляции беременных самок.